# Insectoïde

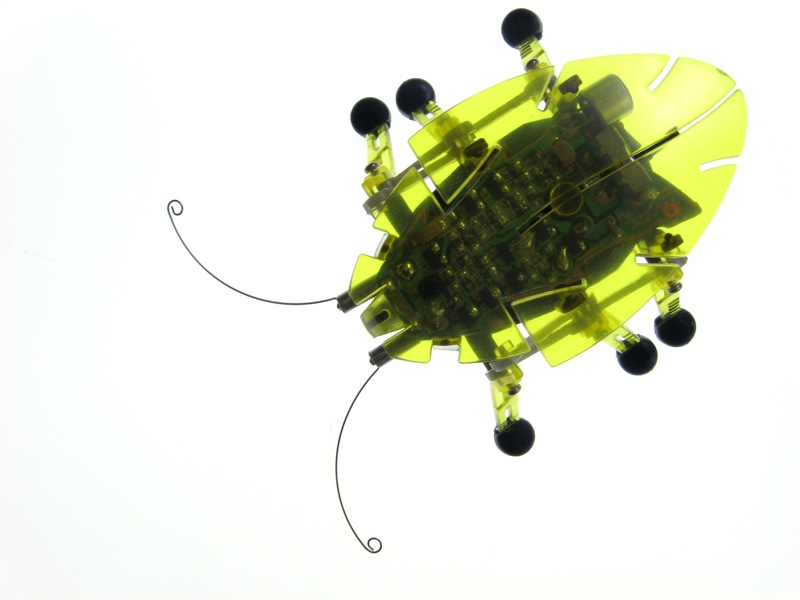
Un petit robot conçu pour reproduire la fonctionnalité des insectes.

Le terme insectoïde désigne toute créature ou tout objet qui partage un corps ou des traits similaires avec les insectes terrestres et les arachnides communs. Le terme est une combinaison de "insecte" et "-oïde" (un suffixe désignant la similarité).

## Description

### Technologie
En technologie, les robots insectoïdes tels que les hexapodes ont été conçus pour des usages scientifiques ou militaires. La recherche continue de miniaturiser ces robots pour les utiliser comme espions volants ou éclaireurs. Les caractéristiques de l'insectoïde peuvent aussi accroître l'efficacité des robots à traverser divers terrains.

## Dans d'autres médias
Les créatures ressemblant à des insectes font partie de la tradition de la science-fiction et de la fantaisie. Dans le film de 1902 Le Voyage dans la Lune, Georges Méliès dépeint les Sélénites de la Lune comme un insectoïde. Olaf Stapledon incorpore les insectoïdes dans son roman de 1937 intitulé Créateur d’étoiles. Dans les romans de fiction en fascicules, les créatures insectoïdes sont fréquemment utilisées comme antagonistes menaçant la demoiselle en détresse. Parmi les descriptions ultérieures, des insectes étrangers hostiles, seront mentionnés par les antagonistes dans le roman de Robert A. Heinlein intitulé Étoiles, garde-à-vous ! et les " bugers " dans les romans La Stratégie Ender d'Orson Scott Card.
La Reine de la ruches est un des thème du roman Serpent's Reach de C. J. Cherryh et de la franchise de film, Alien.
La sexualité a été abordée dans les romans, The Lovers de Philip José Farmer, Xenogenesis novels d'Octavia Butler et Perdido Street Station de China Miéville.